# ランフォリンクス
ランフォリンクス (Rhamphorhynchus　「嘴状の鼻先」) はジュラ紀に生息していた長尾型翼竜の1属である。同時代に生存していたプテロダクティルスをはじめとする尾の短い翼指竜亜目の翼竜と比べると特殊化の度合いが低く、靱帯で強化された長い尾を持ち、その先端には特徴的な菱形の尾翼があった。ランフォリンクスの上下顎には針のような歯が前方を向いて並び、歯のない吻端が鋭く反って嘴のようになっていることと併せて、主な食性は魚食だったことが示唆される。実際にも魚類や頭足類の遺骸はランフォリンクスの胃内容物や糞石からたびたび発見されている。
恐らくはランフォリンクスのものであろうと推測される部分的骨格は、イングランド・タンザニア・スペインなどで発見されているが、最も保存の良い標本はドイツ・バイエルン州のゾルンホーフェン石灰岩から産する。ゾルンホーフェン標本では骨格だけでなく翼膜のような軟組織の印象まで保存されている例は少なくない。ランフォリンクスのものだと思われる歯はポルトガルからも見つかっている。

## 記載
これまでで最大の標本はRhamphorhynchus muensteri の標本（標本番号 BMNH 37002）で、全長 1.26m、翼開長 1.81mである。

### 頭蓋骨
1927年の翼竜研究者フェルディナント・ブロイリ (Ferdinand Broili) の報告に反して、ランフォリンクスには同時代の小型翼指竜亜目のいくつかの種が持っていたような鶏冠は（骨質の物も軟組織の物も）存在しなかった。ブロイリはランフォリンクス標本の一つに、取り巻く母岩の印象と数片の鶏冠自体の破片を証拠として、頭蓋骨のほぼ全長にわたって走る高さ2mmほどの薄い骨質の鶏冠があったと主張した。しかしながらその後、ペーター・ヴェルンホファー (Peter Wellnhofer) が1975年に、クリストファー・ベネット (S. Christopher Bennett) が2002年にそれぞれその標本に対して可視光線・紫外線を用いて調査を行ったがどちらも鶏冠の痕跡は発見できず、両者ともブロイリは誤認したのだと結論している。鶏冠と思われた物は単に保存作業の際の人工的な痕跡であった。
ランフォリンクスの歯は顎が閉じられたときにはお互いにかみ合うようになっており、魚食性であったことが示唆される。上顎に20本、下顎に14本の歯があった。

## 歴史と分類

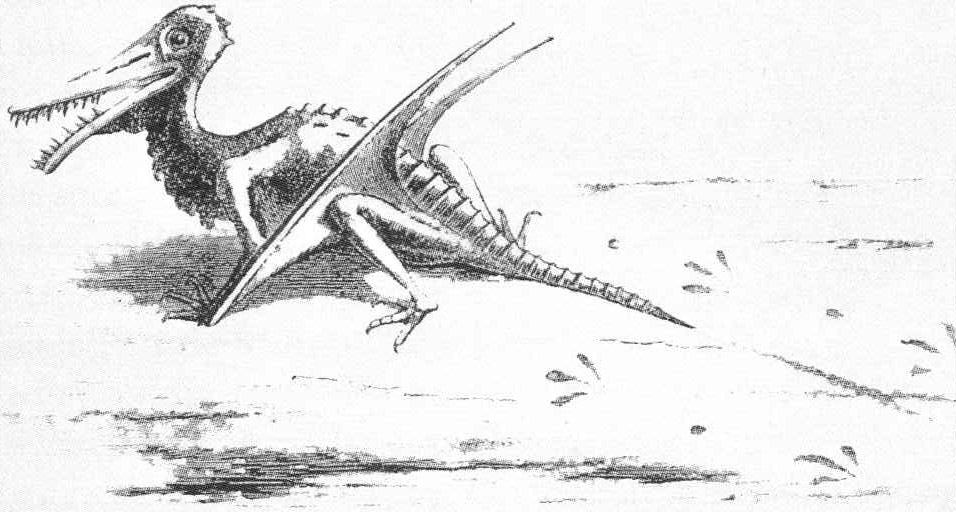
1863年に描かれた最古のランフォリンクスの復元図の一つ。図に示された足跡は現在ではカブトガニ (Mesolimulus) の物だったことが判明している。

ヴィクトリア朝の頃から知られている翼竜の多くの種と同じく、ランフォリンクスの分類は複雑であり、同一の種に様々な名前が与えられた上での再分類の長い歴史がある。
ランフォリンクスの最初の命名された標本は1825年に収集家のゲオルク・ツー・ミュンスター (Georg Graf zu Münster) によってザームエル・トーマス・フォン・ゼメリンク (Samuel Thomas von Sömmerring) の元にもたらされた物である。ゼメリンクはその標本は古代の鳥類の物であると結論づけた。標本の保全作業が進み、歯の存在が明らかになると、ミュンスターはその鋳型複製をゲオルク・アウグスト・ゴルトフス (Georg August Goldfuss) に送った。ゴルトフスはそれを翼竜だと判断した。19世紀中頃に記載されたほとんどの翼竜と同じように、もともとランフォリンクスはプテロダクティルスの一種とされていた。しかし当時、少なからぬ科学者がOrnithocephalus という名の方がPterodactylus よりも有効な名前であると誤認していた。そのためこのランフォリンクス標本はOrnithocephalus Münsteri という名で原記載された。これが最初に言及されたのはミュンスター自身の1830年の論文中でのことである。しかし、その名称を有効な物にするゴルトフスの記載文は1831年になってから、ミュンスター自身の1830年の短報を補足する形で発表された。後に動物命名法国際審議会は " ü " のようなラテンアルファベットの特殊な用法は学名においては使用できないと定めたので、1888年にリチャード・ライデッカーによってmünsteri という綴りはmuensteri と修正された。
1839年、ミュンスターはOrnithocephalus （すなわちPterodactylus ）に属すると考えられる別の種を記載した。その種は長い尾を持つことが特徴であった。彼はその種を短い尾を持つ標本（本当のプテロダクティルス標本）と区別するため「長い尾」を意味する種小名を付けてOrnithocephalus longicaudus と命名した。
1845年、ヘルマン・フォン・マイヤーはOrnithocephalus münsteri という原記載名を Pterodactylus münsteri に正式に修正した。これはそのころまでにPterodactylus がOrnithocephalus に対して優先権を持つと見なされるようになったためである。引き続き1846年に書かれた長い尾を持つ「翼手竜」の新種についての論文において、フォン・マイヤーは「長尾型Pterodactylus 」は別の亜属をもうけるほど充分に「短尾型Pterodactylus 」と異なると結論し、収集家のCarl Eming von Gemming 所有の標本を元にした自分の新種にPterodactylus (Rhamphorhynchus) gemmingi と命名した。後にGemming はこの標本をハールレムのTeylers Museumに300ギルダーで売却した。1847年までにフォン・マイヤーはRhamphorhynchus を亜属から属に昇格させ、その属にはその当時知られていた長尾型Pterodactylus の2種、すなわちR. longicaudus（最初に長い尾を持っているのが確認された種）と R. gemmingi の両方が含まれていた。Rhamphorhynchus 属の模式種はR. longicaudus であり、その模式標本もTeylers Museumに売却され、TM 6924という番号を付けられて現在もそこにある。
最初に名付けられた種であるPterodactylus muenster はまだプテロダクティルス属に入れられたままだったが、1861年のリチャード・オーウェンによる著作の中で再評価が行われ、その中でRhamphorhynchus münsteri として再命名された。ミュンスターとゴルトフスによって記載されたR. münsteri の模式標本は第2次世界大戦中に失われてしまった。本来の模式標本が失われる・またはあまりに保存状態が酷すぎると見なされる場合、もし入手可能ならば新しい標本または新模式標本が模式標本として指定される。ヴェルンホファーは1975年のこの属に関する論評の中で、元々の模式標本から作られた精密な鋳型模型が数多く博物館に使用可能な形で残されているため、新模式標本の指定に対して否定的な見解を示した。そのような模型はプラストタイプと呼ばれる。
1990年代までに、それ以前に名付けられた多くの名前をヴェルンホファーが整理し、ゾルンホーフェン石灰岩産ランフォリンクスにはおよそ5つの種が認められ、アフリカ・スペイン・イギリス産の部分的な化石に対して2-3種の名前が付けられていた。ゾルンホーフェン標本のほとんどはその相対的な大きさとサイズに依存する特徴（たとえば頭蓋骨の長さの比率）によって識別が可能である。

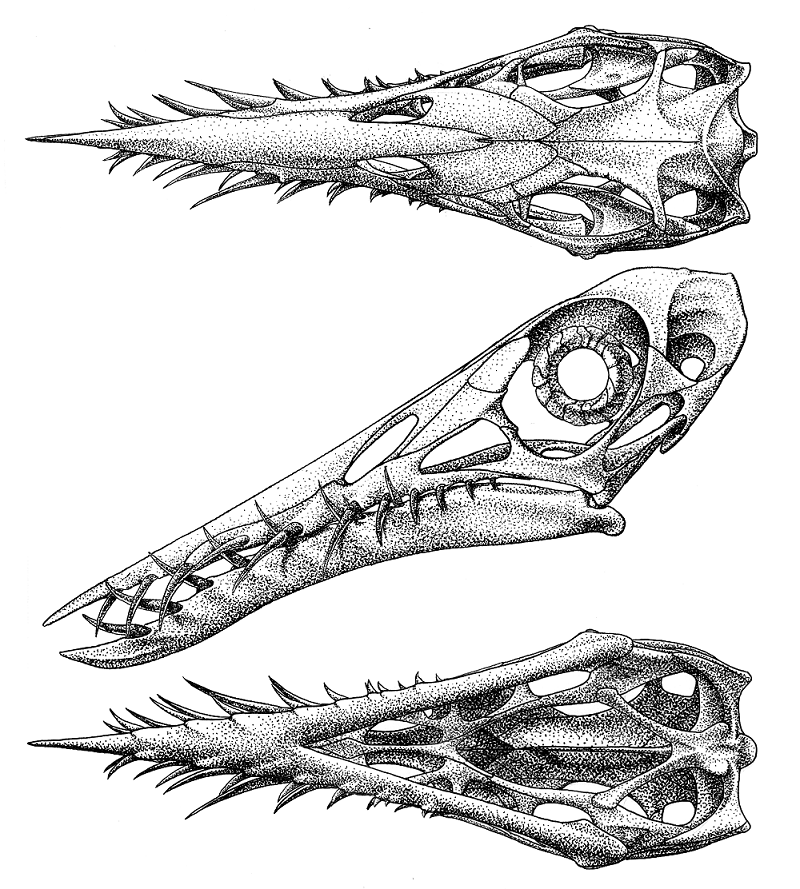
頭蓋骨復元図

1995年、クリス・ベネットが当時認められていたドイツ産の種に関する広範な総論を出版した。ベネットは別々の種とされていた全てのドイツ産種は実際には単一の種R. muensteri の異なる年齢段階であり、小型の種は幼年個体で大型種は成熟個体、と成長の度合いを反映しているのだ、と結論した。ベネットの論文はアフリカ産やイギリス産の種を考慮に入れていないが、ベネットはそれらの種はランフォリンクス属そのものとする必要はなく、あくまでランフォリンクス科 (Rhamphorhynchidae) の構成種であると考えるべきだとしている。属の構成種は1種にまで減少したが、模式種はR. longicaudus のままである。
下記のランフォリクス科の系統樹はAndres & Myers (2013) の系統分析の結果に従っている。
|  | Scaphognathus crassirostris |
|  |                             |

|  | Cacibupteryx caribensis   |
|  |                           |
|  | Nesodactylus hesperius    |
|  |                           |
|  | Rhamphorhynchus muensteri |
|  |                           |

|  | Harpactognathus gentryii                                                                       |
|  |                                                                                                |
|  | \| \| Angustinaripterus longicephalus \| \| \| \| \| \| Sericipterus wucaiwanensis \| \| \| \| |
|  |                                                                                                |
|  | Angustinaripterus longicephalus                                                                |
|  |                                                                                                |
|  | Sericipterus wucaiwanensis                                                                     |
|  |                                                                                                |

|  | Angustinaripterus longicephalus |
|  |                                 |
|  | Sericipterus wucaiwanensis      |
|  |                                 |

|  | Cacibupteryx caribensis   |
|  |                           |
|  | Nesodactylus hesperius    |
|  |                           |
|  | Rhamphorhynchus muensteri |
|  |                           |

|  | Harpactognathus gentryii                                                                       |
|  |                                                                                                |
|  | \| \| Angustinaripterus longicephalus \| \| \| \| \| \| Sericipterus wucaiwanensis \| \| \| \| |
|  |                                                                                                |
|  | Angustinaripterus longicephalus                                                                |
|  |                                                                                                |
|  | Sericipterus wucaiwanensis                                                                     |
|  |                                                                                                |

|  | Angustinaripterus longicephalus |
|  |                                 |
|  | Sericipterus wucaiwanensis      |
|  |                                 |

|  | Cacibupteryx caribensis   |
|  |                           |
|  | Nesodactylus hesperius    |
|  |                           |
|  | Rhamphorhynchus muensteri |
|  |                           |

|  | Harpactognathus gentryii                                                                       |
|  |                                                                                                |
|  | \| \| Angustinaripterus longicephalus \| \| \| \| \| \| Sericipterus wucaiwanensis \| \| \| \| |
|  |                                                                                                |
|  | Angustinaripterus longicephalus                                                                |
|  |                                                                                                |
|  | Sericipterus wucaiwanensis                                                                     |
|  |                                                                                                |

|  | Angustinaripterus longicephalus |
|  |                                 |
|  | Sericipterus wucaiwanensis      |
|  |                                 |

|  | Cacibupteryx caribensis   |
|  |                           |
|  | Nesodactylus hesperius    |
|  |                           |
|  | Rhamphorhynchus muensteri |
|  |                           |

|  | Harpactognathus gentryii                                                                       |
|  |                                                                                                |
|  | \| \| Angustinaripterus longicephalus \| \| \| \| \| \| Sericipterus wucaiwanensis \| \| \| \| |
|  |                                                                                                |
|  | Angustinaripterus longicephalus                                                                |
|  |                                                                                                |
|  | Sericipterus wucaiwanensis                                                                     |
|  |                                                                                                |

|  | Angustinaripterus longicephalus |
|  |                                 |
|  | Sericipterus wucaiwanensis      |
|  |                                 |

|  | Scaphognathus crassirostris |
|  |                             |

|  | Cacibupteryx caribensis   |
|  |                           |
|  | Nesodactylus hesperius    |
|  |                           |
|  | Rhamphorhynchus muensteri |
|  |                           |

|  | Harpactognathus gentryii                                                                       |
|  |                                                                                                |
|  | \| \| Angustinaripterus longicephalus \| \| \| \| \| \| Sericipterus wucaiwanensis \| \| \| \| |
|  |                                                                                                |
|  | Angustinaripterus longicephalus                                                                |
|  |                                                                                                |
|  | Sericipterus wucaiwanensis                                                                     |
|  |                                                                                                |

|  | Angustinaripterus longicephalus |
|  |                                 |
|  | Sericipterus wucaiwanensis      |
|  |                                 |

|  | Cacibupteryx caribensis   |
|  |                           |
|  | Nesodactylus hesperius    |
|  |                           |
|  | Rhamphorhynchus muensteri |
|  |                           |

|  | Harpactognathus gentryii                                                                       |
|  |                                                                                                |
|  | \| \| Angustinaripterus longicephalus \| \| \| \| \| \| Sericipterus wucaiwanensis \| \| \| \| |
|  |                                                                                                |
|  | Angustinaripterus longicephalus                                                                |
|  |                                                                                                |
|  | Sericipterus wucaiwanensis                                                                     |
|  |                                                                                                |

|  | Angustinaripterus longicephalus |
|  |                                 |
|  | Sericipterus wucaiwanensis      |
|  |                                 |

|  | Cacibupteryx caribensis   |
|  |                           |
|  | Nesodactylus hesperius    |
|  |                           |
|  | Rhamphorhynchus muensteri |
|  |                           |

|  | Harpactognathus gentryii                                                                       |
|  |                                                                                                |
|  | \| \| Angustinaripterus longicephalus \| \| \| \| \| \| Sericipterus wucaiwanensis \| \| \| \| |
|  |                                                                                                |
|  | Angustinaripterus longicephalus                                                                |
|  |                                                                                                |
|  | Sericipterus wucaiwanensis                                                                     |
|  |                                                                                                |

|  | Angustinaripterus longicephalus |
|  |                                 |
|  | Sericipterus wucaiwanensis      |
|  |                                 |

|  | Cacibupteryx caribensis   |
|  |                           |
|  | Nesodactylus hesperius    |
|  |                           |
|  | Rhamphorhynchus muensteri |
|  |                           |

|  | Harpactognathus gentryii                                                                       |
|  |                                                                                                |
|  | \| \| Angustinaripterus longicephalus \| \| \| \| \| \| Sericipterus wucaiwanensis \| \| \| \| |
|  |                                                                                                |
|  | Angustinaripterus longicephalus                                                                |
|  |                                                                                                |
|  | Sericipterus wucaiwanensis                                                                     |
|  |                                                                                                |

|  | Angustinaripterus longicephalus |
|  |                                 |
|  | Sericipterus wucaiwanensis      |
|  |                                 |

|  | Scaphognathus crassirostris |
|  |                             |

|  | Cacibupteryx caribensis   |
|  |                           |
|  | Nesodactylus hesperius    |
|  |                           |
|  | Rhamphorhynchus muensteri |
|  |                           |

|  | Harpactognathus gentryii                                                                       |
|  |                                                                                                |
|  | \| \| Angustinaripterus longicephalus \| \| \| \| \| \| Sericipterus wucaiwanensis \| \| \| \| |
|  |                                                                                                |
|  | Angustinaripterus longicephalus                                                                |
|  |                                                                                                |
|  | Sericipterus wucaiwanensis                                                                     |
|  |                                                                                                |

|  | Angustinaripterus longicephalus |
|  |                                 |
|  | Sericipterus wucaiwanensis      |
|  |                                 |

|  | Cacibupteryx caribensis   |
|  |                           |
|  | Nesodactylus hesperius    |
|  |                           |
|  | Rhamphorhynchus muensteri |
|  |                           |

|  | Harpactognathus gentryii                                                                       |
|  |                                                                                                |
|  | \| \| Angustinaripterus longicephalus \| \| \| \| \| \| Sericipterus wucaiwanensis \| \| \| \| |
|  |                                                                                                |
|  | Angustinaripterus longicephalus                                                                |
|  |                                                                                                |
|  | Sericipterus wucaiwanensis                                                                     |
|  |                                                                                                |

|  | Angustinaripterus longicephalus |
|  |                                 |
|  | Sericipterus wucaiwanensis      |
|  |                                 |

|  | Cacibupteryx caribensis   |
|  |                           |
|  | Nesodactylus hesperius    |
|  |                           |
|  | Rhamphorhynchus muensteri |
|  |                           |

|  | Harpactognathus gentryii                                                                       |
|  |                                                                                                |
|  | \| \| Angustinaripterus longicephalus \| \| \| \| \| \| Sericipterus wucaiwanensis \| \| \| \| |
|  |                                                                                                |
|  | Angustinaripterus longicephalus                                                                |
|  |                                                                                                |
|  | Sericipterus wucaiwanensis                                                                     |
|  |                                                                                                |

|  | Angustinaripterus longicephalus |
|  |                                 |
|  | Sericipterus wucaiwanensis      |
|  |                                 |

|  | Cacibupteryx caribensis   |
|  |                           |
|  | Nesodactylus hesperius    |
|  |                           |
|  | Rhamphorhynchus muensteri |
|  |                           |

|  | Harpactognathus gentryii                                                                       |
|  |                                                                                                |
|  | \| \| Angustinaripterus longicephalus \| \| \| \| \| \| Sericipterus wucaiwanensis \| \| \| \| |
|  |                                                                                                |
|  | Angustinaripterus longicephalus                                                                |
|  |                                                                                                |
|  | Sericipterus wucaiwanensis                                                                     |
|  |                                                                                                |

|  | Angustinaripterus longicephalus |
|  |                                 |
|  | Sericipterus wucaiwanensis      |
|  |                                 |

|  | Scaphognathus crassirostris |
|  |                             |

|  | Cacibupteryx caribensis   |
|  |                           |
|  | Nesodactylus hesperius    |
|  |                           |
|  | Rhamphorhynchus muensteri |
|  |                           |

|  | Harpactognathus gentryii                                                                       |
|  |                                                                                                |
|  | \| \| Angustinaripterus longicephalus \| \| \| \| \| \| Sericipterus wucaiwanensis \| \| \| \| |
|  |                                                                                                |
|  | Angustinaripterus longicephalus                                                                |
|  |                                                                                                |
|  | Sericipterus wucaiwanensis                                                                     |
|  |                                                                                                |

|  | Angustinaripterus longicephalus |
|  |                                 |
|  | Sericipterus wucaiwanensis      |
|  |                                 |

|  | Cacibupteryx caribensis   |
|  |                           |
|  | Nesodactylus hesperius    |
|  |                           |
|  | Rhamphorhynchus muensteri |
|  |                           |

|  | Harpactognathus gentryii                                                                       |
|  |                                                                                                |
|  | \| \| Angustinaripterus longicephalus \| \| \| \| \| \| Sericipterus wucaiwanensis \| \| \| \| |
|  |                                                                                                |
|  | Angustinaripterus longicephalus                                                                |
|  |                                                                                                |
|  | Sericipterus wucaiwanensis                                                                     |
|  |                                                                                                |

|  | Angustinaripterus longicephalus |
|  |                                 |
|  | Sericipterus wucaiwanensis      |
|  |                                 |

|  | Cacibupteryx caribensis   |
|  |                           |
|  | Nesodactylus hesperius    |
|  |                           |
|  | Rhamphorhynchus muensteri |
|  |                           |

|  | Harpactognathus gentryii                                                                       |
|  |                                                                                                |
|  | \| \| Angustinaripterus longicephalus \| \| \| \| \| \| Sericipterus wucaiwanensis \| \| \| \| |
|  |                                                                                                |
|  | Angustinaripterus longicephalus                                                                |
|  |                                                                                                |
|  | Sericipterus wucaiwanensis                                                                     |
|  |                                                                                                |

|  | Angustinaripterus longicephalus |
|  |                                 |
|  | Sericipterus wucaiwanensis      |
|  |                                 |

|  | Cacibupteryx caribensis   |
|  |                           |
|  | Nesodactylus hesperius    |
|  |                           |
|  | Rhamphorhynchus muensteri |
|  |                           |

|  | Harpactognathus gentryii                                                                       |
|  |                                                                                                |
|  | \| \| Angustinaripterus longicephalus \| \| \| \| \| \| Sericipterus wucaiwanensis \| \| \| \| |
|  |                                                                                                |
|  | Angustinaripterus longicephalus                                                                |
|  |                                                                                                |
|  | Sericipterus wucaiwanensis                                                                     |
|  |                                                                                                |

|  | Angustinaripterus longicephalus |
|  |                                 |
|  | Sericipterus wucaiwanensis      |
|  |                                 |

## 古生物学

### 生活環

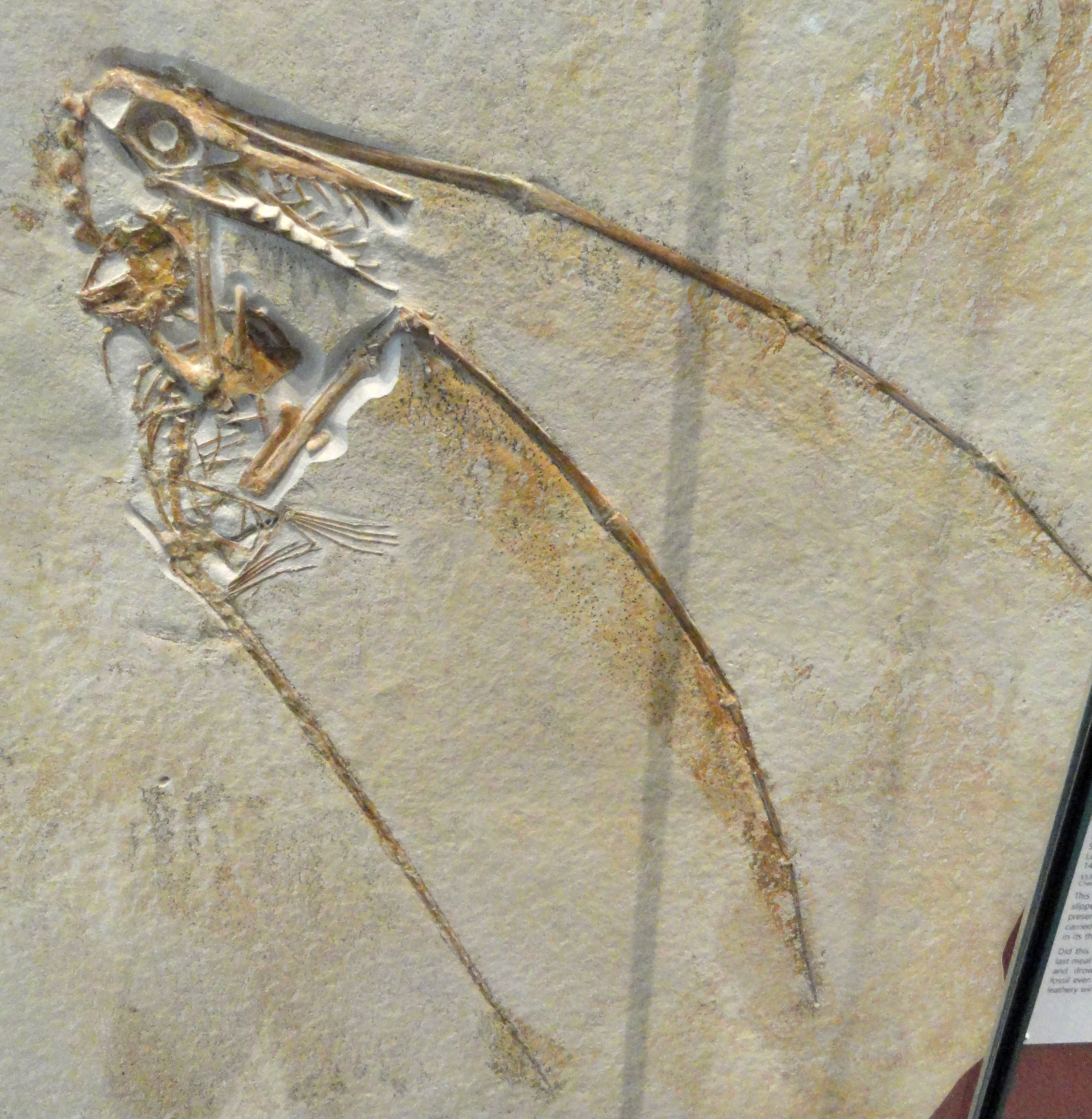
尾翼も保存された標本。ロイヤルオンタリオ博物館

伝統的にランフォリンクスに見られる大きさの変異は種の違いを表すと受け止められていた。しかし1995年の論文で、ベネットはこれらの種は実際には1つの種Rhamphorhynchus muensteri の孵化したばかりの幼体から成体までの年齢段階を表している、と主張した。この解釈により、ベネットはR. muensteri に起こるいくつかの重要な変化はこの動物の成長に従って起こる物だとした。
若いランフォリンクス個体は相対的に短い頭蓋骨と大きな眼窩を持ち、両顎の歯のない嘴のような先端部は成体より若年個体で短く、丸くて鈍い下顎先端は成長に従ってだんだん細く鋭くなっていく。成体のランフォリンクスはまた、下顎先端に上向きの強力な「鈎」を発達させる。歯の数は幼体から成体になっても変化しないが、歯の形は相対的に短くずんぐりとなっていき、おそらくより大きく強力な獲物に適応して変化するのだと考えられている。腰帯と肩帯は成長するに従って癒合していき、腰帯の癒合は生後1年で完了する。
尾端の小翼の形状もランフォリンクスの成長段階に伴って変化する。幼年個体では尾翼は尾に対して幅が狭くおおよそ楕円か医療用メスの刃のような形をしている。成長するに従い尾翼は菱形に、最大の大きさにまで達すると最終的に三角形になる。

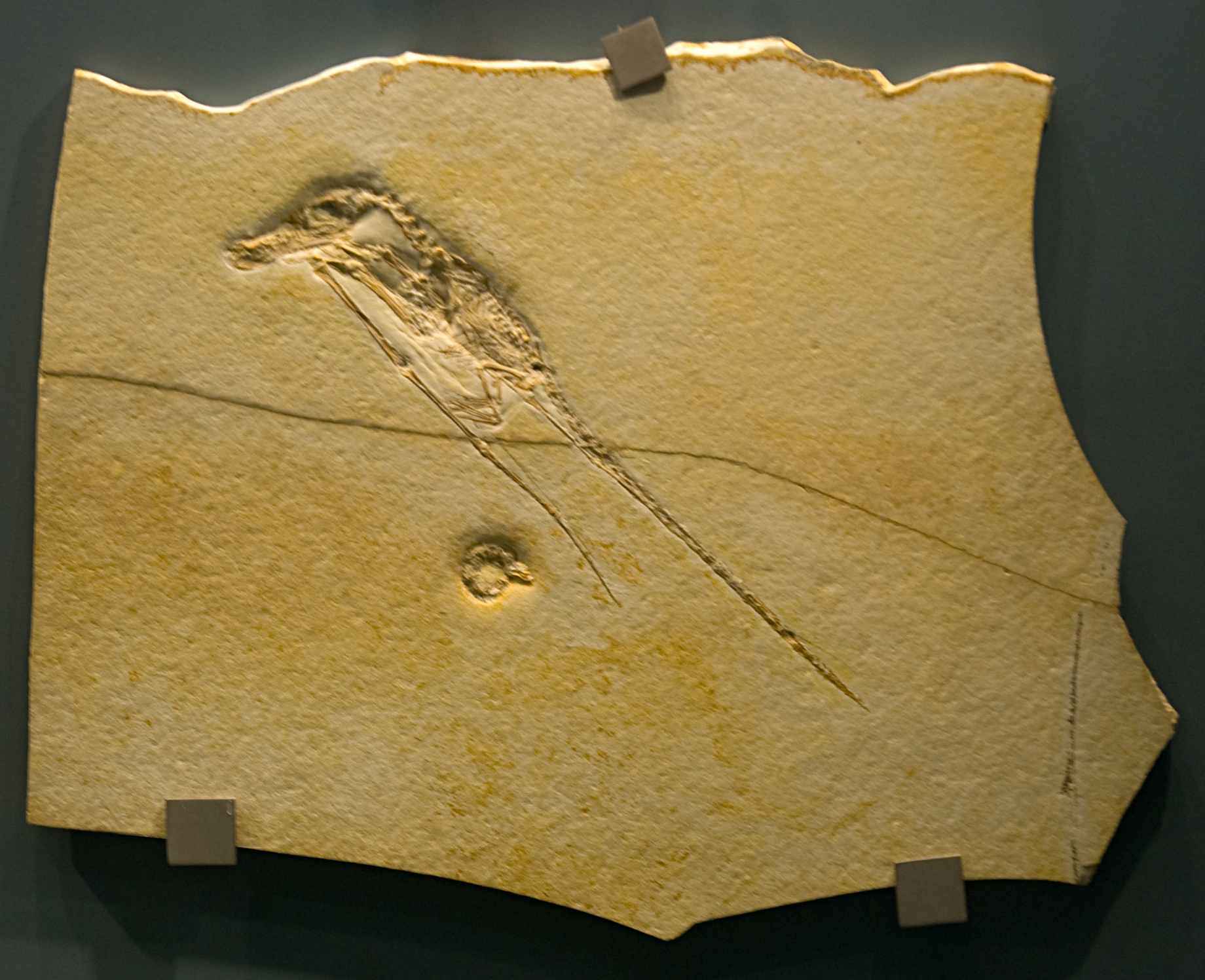
R. intermedius の標本。小型種で恐らくはR. muensteri の幼体

今まで見つかったランフォリンクスの最小個体は翼開長が290 mm しかないが、そのような小型個体でも飛行できたと考えられる。ベネットは孵化についての2つの可能性を調査した。つまり彼らが巣立ちまでのある期間親の保護が必要な晩成性の場合と、充分な大きさと飛行能力を持ってから孵る早成性の場合である。もし早成性であるならば産卵数は少なく、相対的に大型の雛が生まれることの相殺として、一回につきわずか1個か2個の卵しか産まなかっただろうとベネットは考えた。ベネットはどちらの可能性が妥当かについては結論を出さなかったが、非常によく骨化した翼竜の胚 (Avgodectes) の発見は、翼竜は一般的に早成性で、孵化後最小限の育雛で飛行したであろうことが示唆される。この理論は、はじめに急速な成長を行いその後長い緩成長の期間が続くという組織学上の研究から疑義が出されている。

### 代謝

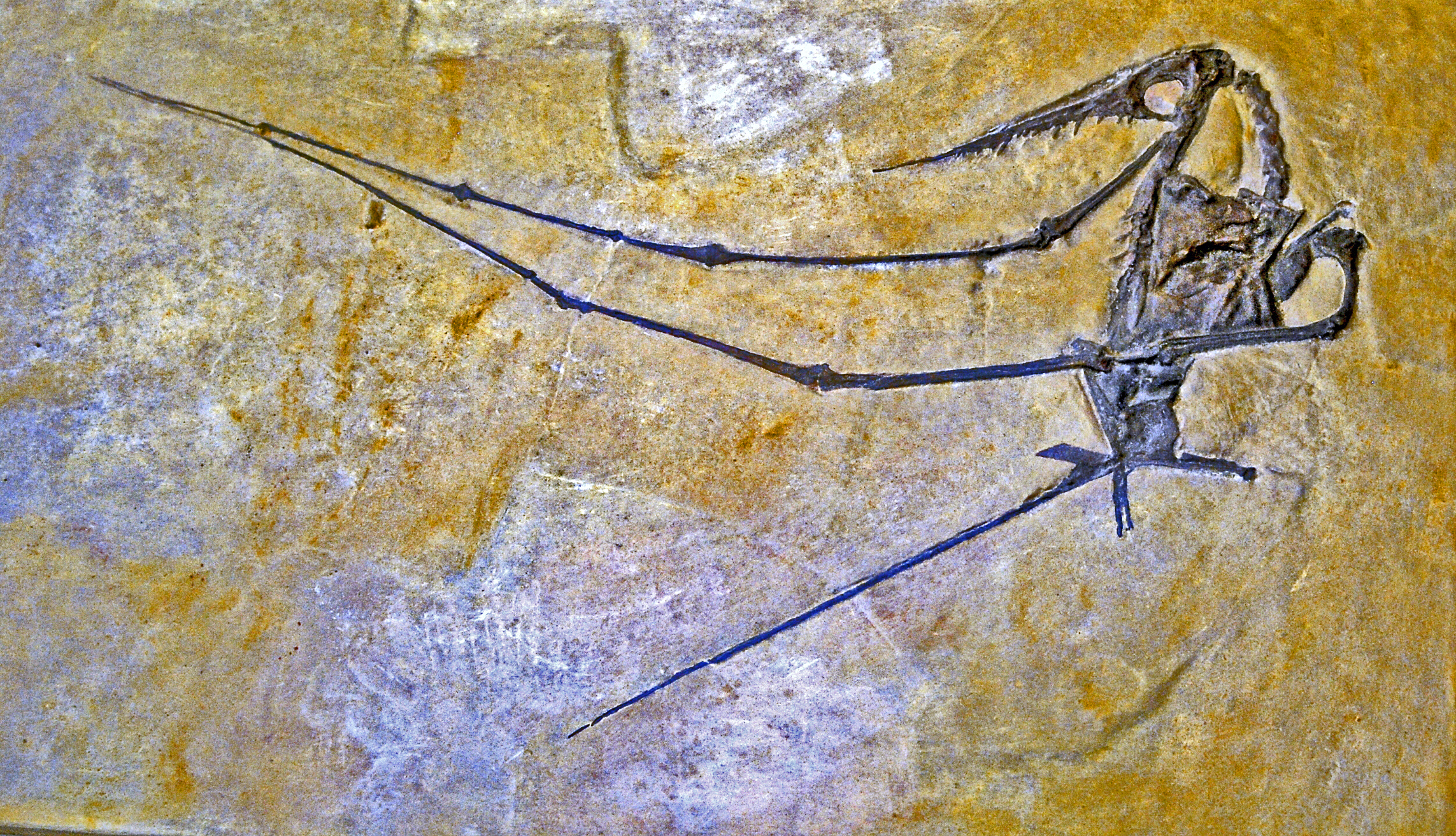
R. muensteri の展示。 ミラノ市立自然史博物館

ベネットによりランフォリンクスの標本がそれぞれの年齢段階に分けられたことで、1齢標本と2齢標本と比較することにより一年間での成長率を推測できるようになった。ランフォリンクスの初年の成長率の平均は130％から170％であり、アリゲーターの成長率よりわずかに速い。成長速度はおそらく性的成熟の後に大きく低下し、最大サイズにまで成長するには3年以上かかったであろう。
この成長率は、プテラノドンのような大型翼指竜類の成長率に比べれば非常に遅い。プテラノドンは生まれたその年のうちに成体と同じようなサイズになったと考えられている。さらに、翼指竜類はある大きさに達すると成長が停止する有限成長をしていた。前述のランフォリンクス科における急速成長の推定は、活動的な飛行を維持するために恒温性を持っていたという推定に基づいている。現在の鳥類やコウモリ類のような恒温動物は通常、成体サイズまでの急速な成長とそれ以上の大きさにはならない有限成長を行う。ランフォリンクスにはそのどちらの証拠もないため、ベネットは自らの発見が変温性の代謝を表すことと矛盾しないと考えているが、さらに多くの研究が必要だともしている。変温動物としてのランフォリンクスは現代の爬虫類のように、太陽の下で日光浴をしたり、飛行のたびに充分なエネルギーを蓄積するため筋肉を働かせたり、活動しないときにはエネルギーの節約のため外気温と同じにまで体温が低下したりしていたであろうとベネットは推測している。

### 遊泳
ランフォリンクスはしばしば飛行性の魚食動物として描写されるが、最近の研究では彼らは現在の水鳥の多くと同じように泳いで採餌していたのではないかと推測されている。数種のプテラノドン類 (Pteranodontia) の様に、彼らは手斧型の三角筋稜・短い体幹・短い後肢を持ち、これらの特徴は翼竜類における水面からの離水と関連づけられている。その足底部は広くて大きく、水を蹴るのに適しており、予想される浮遊姿勢は翼竜の標準として適している。
この属の非常に状態のよい化石が多数見つかる理由が、より保存がされやすい場所にいたためだとして、この動物の遊泳能力によって説明されるかもしれない。

### 性的二型
戈定邦 (Koh Ting-Pong) とペーター・ヴェルンホファー (Peter Wellnhofer) の両者はそれぞれRhamphorhynchus muensteri の成体に、頚部・翼・後肢の割合や頭骨と上腕骨の顕著な比率において区別可能な2つの異なったグループが存在することを認めた。両研究者ともこの2つのグループの標本はおよそ 1:1 の割合で見つかる事から、これが性別による物であると解釈した。ベネットは統計分析を用いてランフォリンクスにおける性的二形を調査し、標本が実際に頭の小さいグループと頭の大きいグループからなる事を発見した。しかし、骨や軟組織における実際の形態に変異が認められていないことから、ベネットはこれが性的二形かどうかについて確定的ではないとしている。

### 頭部の向き

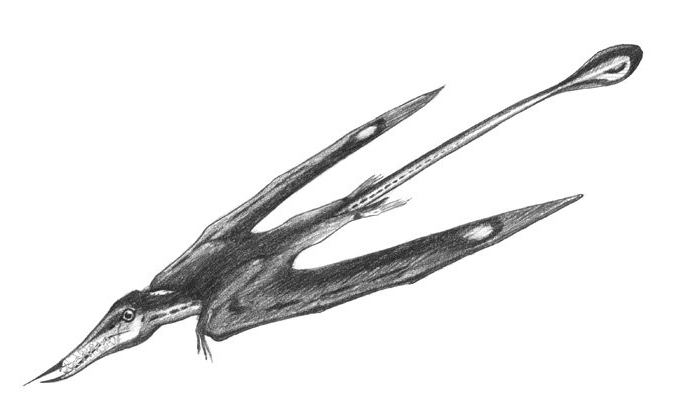
John Conwayによる復元

2003年、ローレンス・ウィトマー (Lawrence Witmer) 率いる研究グループは、化石頭蓋にCTスキャンをかけて復元した頭蓋腔の内形雄型を用いてRhamphorhynchus muenster を含む数種の翼竜の脳についての解剖学的研究を行った。現生動物との比較から、飛行中の頭部の方向や翼膜の筋肉との協調などを含む様々な翼竜の身体的特質を推定することができた。ウィトマー等は平衡感覚を司る内耳が収まっている骨迷路 (osseous labyrinth) の方向から、ランフォリンクスは頭部を地面と平行に維持していたことを明らかにした。それとは対照的にアンハングエラなどの翼指竜類は、飛行中・地上姿勢の両方で頭部を下方に向けるのが普通だったことがわかっている
。

### 概日活動周期
ランフォリンクスと現生鳥類と現生爬虫類の強膜輪の比較から、彼らが夜行性で現生の夜行性海鳥と同じような生活を送っていたのではないかという説が提唱されている。これは昼行性だと推定されている同時代の他の翼竜（スカフォグナトゥスやプテロダクティルス）とのニッチ分化を示している可能性がある。

### 生態

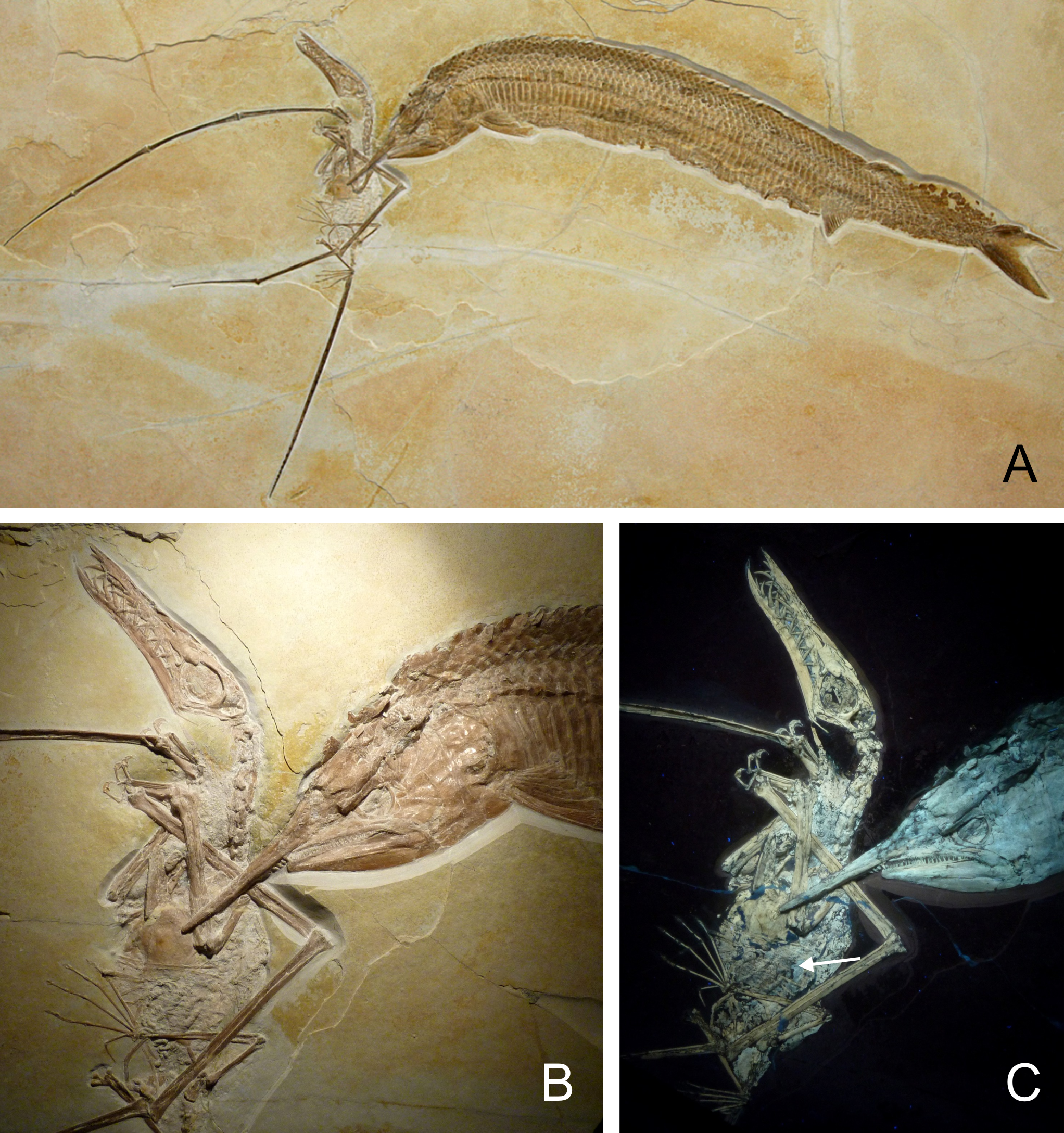
標本番号 WDC CSG 255の化石標本。咽頭にLeptolepides を捉えたランフォリンクスがAspidorhynchus に捕まっている。

ランフォリンクスが硬鱗魚の一種Aspidorhynchus と関わりを持った形で化石化した石灰岩板がいくつか見つかっている。その一つでは、Aspidorhynchus の顎がランフォリンクスの翼と交差していた。そのランフォリンクスもまた咽頭部にLeptolepides と思われる小型の魚を保持していた。このWDC CSG 255と番号付けられた石板は二段階の捕食を示している。一つはランフォリンクスによるもので、もう一つはAspidorhynchus によるものである。2012年のWDC CSG 255の記載において、研究者はランフォリンクスは泳いでいる間にLeptolepides を捕まえたばかりだったのではないかと考えた。Leptolepides が咽頭を下っている間に、大型のAspidorhynchus が水中から攻撃し、そのまま鋭い口先がランフォリンクスの左翼の翼膜を貫いてしまった。口先の歯が翼膜の繊維質組織に絡まってしまい、魚がそれを解き放そうとのたうつ際にランフォリンクスの左翼は化石に見られるような後側にねじれた位置に持ってこられた。この出会いは両者の死という結果に終わった。おそらくは二匹の動物はそのまま無酸素水層に沈んでいき、魚の方は窒息死したのだろう。この二者はAspidorhynchus の頭部がずっと軽い体を持つランフォリンクスの重りとなって底に留め、一緒に保存されたのであろう。

## 種

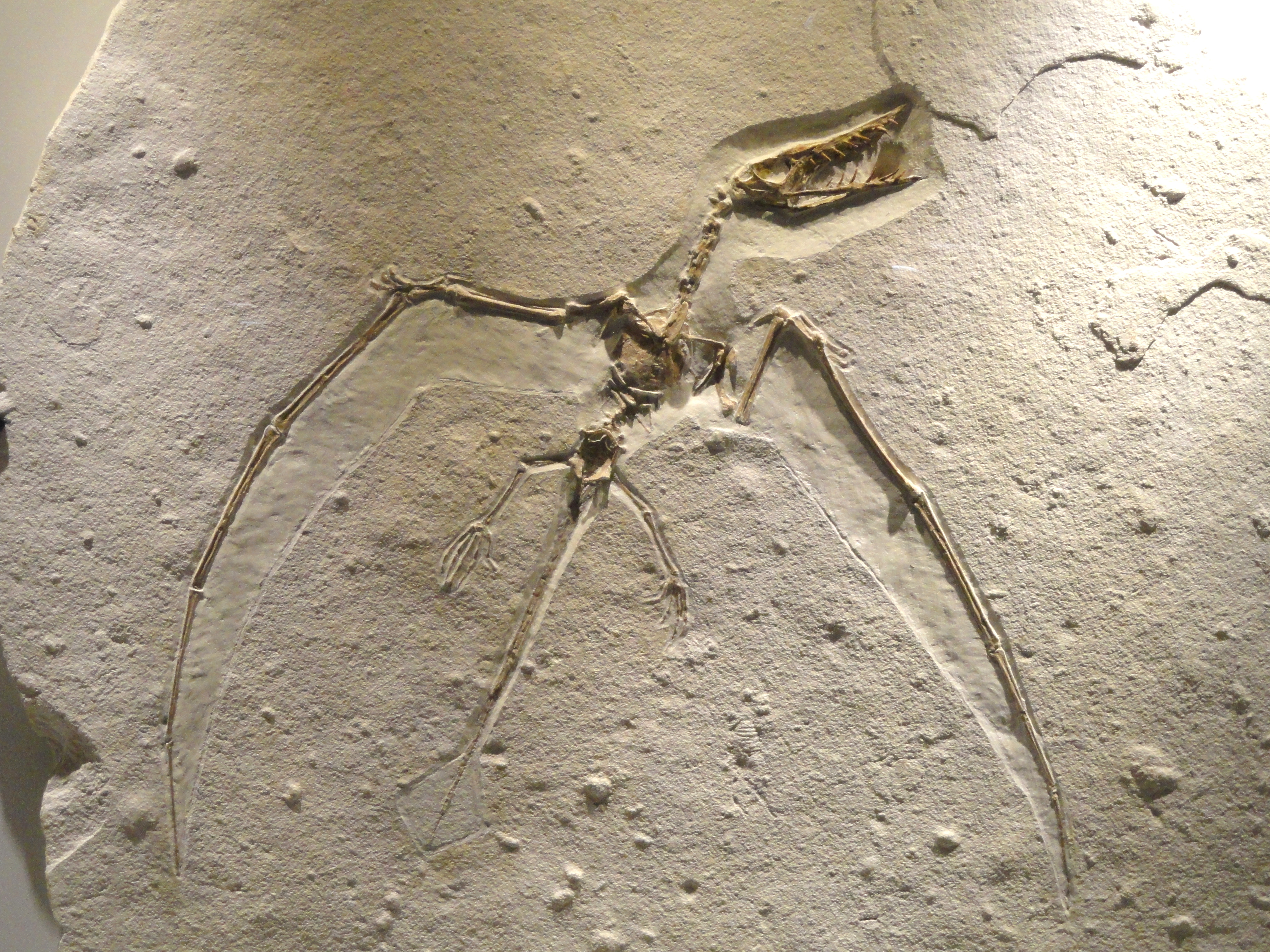
Rhamphorhynchus sp. ヒューストン自然史博物館

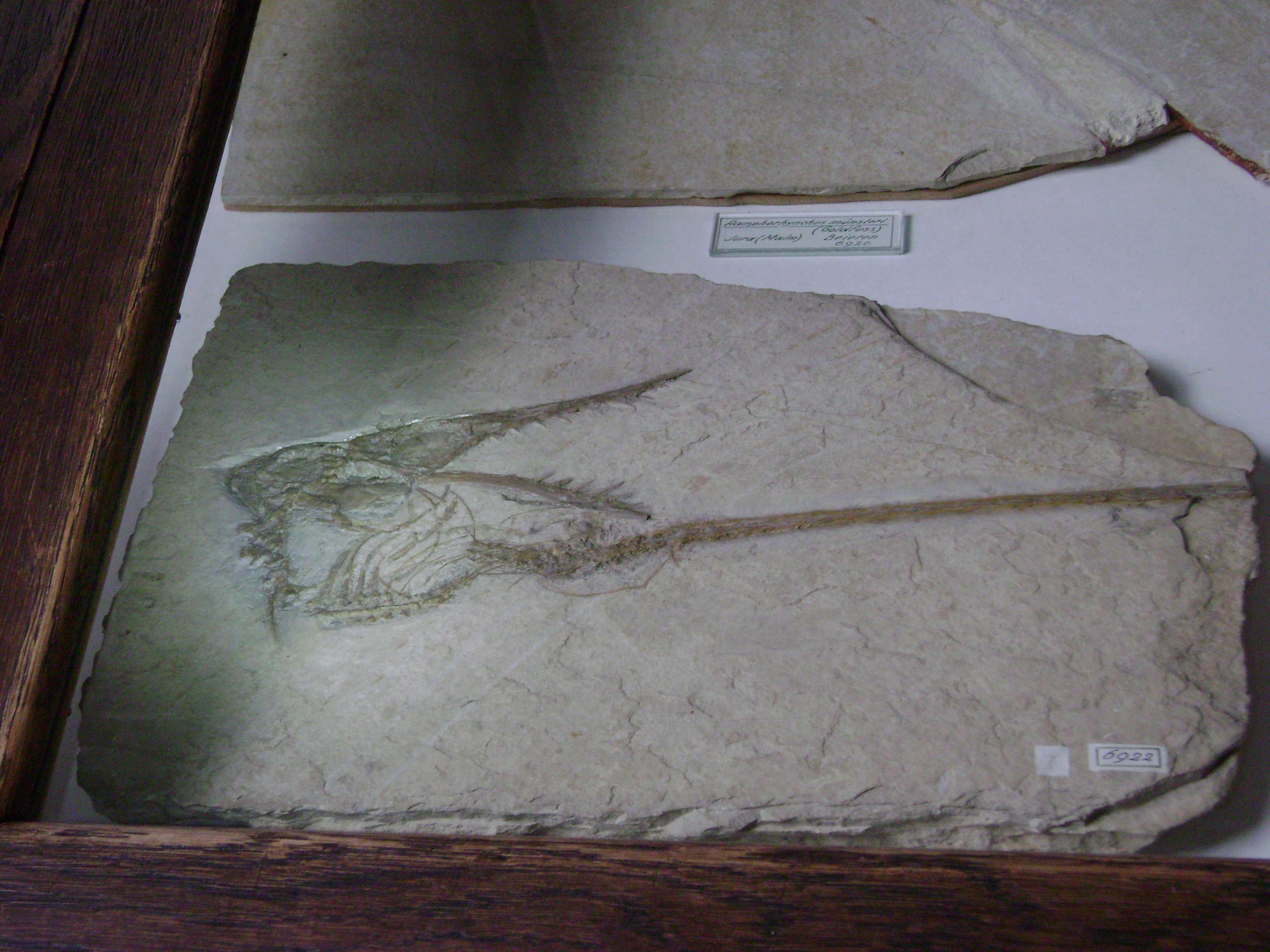
R. gemmingi の模式標本 Teylers Museum, ハールレム

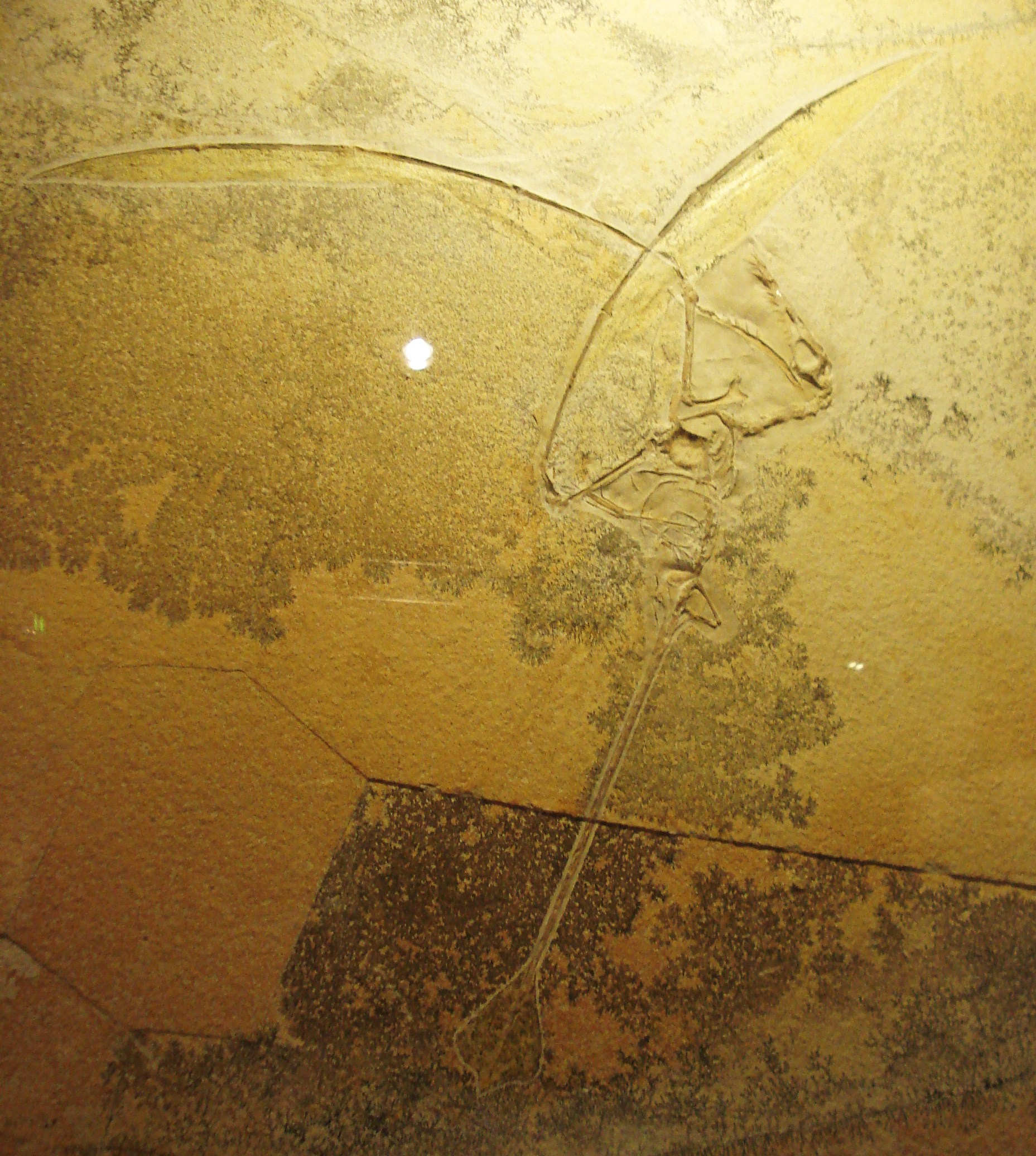
R. intermedius とされていた標本。尾翼がある。

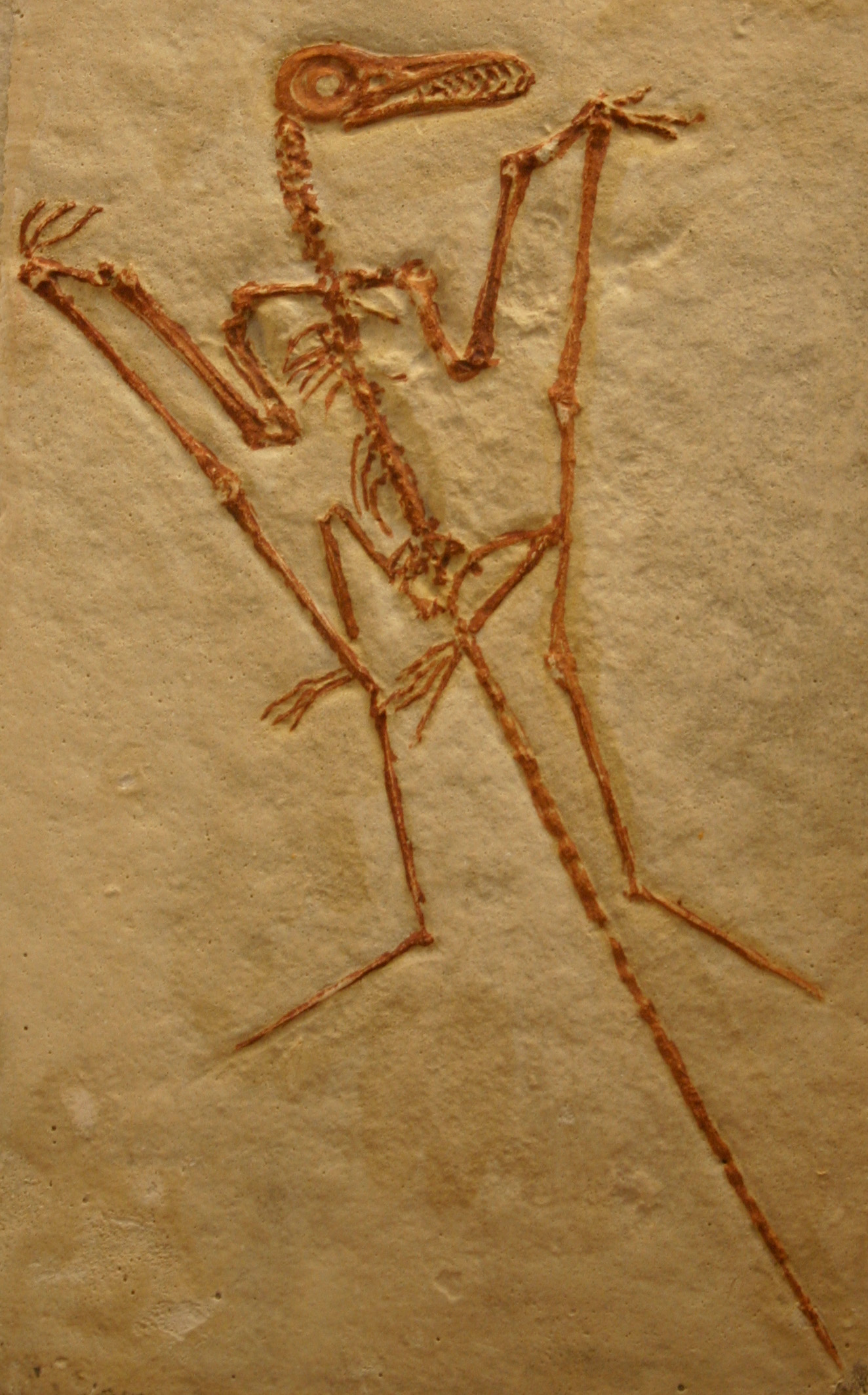
元はR. longicaudus とされていたR. muensteri の頭部の欠けた雄型模型。頭部はこの模型のために後から復元された物。Oxford University Museum of Natural History

ランフォリンクス属には多くの種が名付けられたが、現在では多くの研究者がそれらはR. muensteri の年齢段階であると考えている。現在認められているランフォリンクス標本は以下の新参異名の元で発表された。
（注意）Rhamphorhynchus という学名は、1977年に植物学者 L.A. Garay によって命名されたランの学名でもある。生物の命名規約においては、すでに植物に使用されたのと同じ学名が動物に使われることがあり、またその逆もある。

### 異名
Rhamphorhynchus muensteri の新参異名と考えられている物。
- R. longicaudus (Münster, 1839) von Meyer, 1846
  - Pterodactylus longicaudus Münster, 1839
- R. gemmingi (von Meyer, 1846) von Meyer, 1855
  - Pterodactylus lavateri von Meyer, 1838a
  - Ornithopterus lavateri (von Meyer, 1838a) von Meyer, 1838b
  - Pterodactylus gemmingi von Meyer, 1846
  - Pterodactylus (Rhamphorhynchus) gemmingi von Meyer, 1846
  - Rhamphorhynchus (Pterodactylus) gemmingi (von Meyer, 1846) von Meyer, 1855
  - R. suevicus O. Fraas, 1855
  - Pterodactylus hirundinaceus Wagner, 1857
  - R. curtimanus Wagner, 1858
  - R. longimanus Wagner, 1858
  - R. meyeri Owen, 1870
  - R. phyllurus Marsh, 1882
  - Pteromonodactylus phyllurus (Marsh, 1882) Teryaev, 1967
- R. longiceps Woodward, 1902
  - R. kokeni F. Plieninger, 1907
  - R. megadactylus von Koenigswald, 1931
  - R. carnegiei Koh, 1937
- Rhamphorhynchus intermedius Koh, 1937
  - R. intermedius var. brevialata Koh, 1937

### 疑問名
Rhamphorhynchus の疑わしい種。
- R. jessoni (Lydekker, 1890)
- R. tendagurensis (Peck, 1931)

### "Odontorhynchus"
"Odontorhynchus" aculeatus は現在既に失われたある頭蓋骨と下顎を元に記載された。この両顎はおそらくは下顎先端に2本の歯があり上顎先端には歯がないという点でそれまでの種とは分けられる。頭蓋骨は6.5-7.0 cm であり、小型である。この標本を1936年に記載したStolleyはR. longicaudus もまたこの"Odontorhynchus"属の種として再分類されるべきだと論じた。戈とヴェルンホファーの両者ともこの説に異議を唱え、逆に"Odontorhynchus"属がR. longicaudus の新参異名とするべきだとした。ベネットは両者の評価に同意し、"Odontorhynchus"とR. longicaudus の両方をR. muensteri の異名とした。